# EC Kitzbühel
Le EC Kitzbühel (Eishockey-Club Kitzbühel) est un club professionnel autrichien de hockey sur glace basé à Kitzbühel. Il évolue en Alps Hockey League (2e niveau autrichien). Le club a participé de 1965 à 1973 à l'ÖEL, la première division autrichienne.

## Historique

### Palmarès
- Nationalliga (D2)
  - Champion (1) : 1996

- Oberliga (D3)
  - Champion (3) : 1996, 2004, 2005